# Bożena Lidia Szmel
Bożena Lidia Szmel (ur. 11 maja 1964 w Katowicach) – polska dziennikarka sportowa, reporterka i dokumentalistka.
Ukończyła Technikum Poligraficzne w Katowicach ze specjalnością fotograf-retuszer (1983) i Studium Ekonomiczne w Częstochowie (1985). Od 1985 pracownik RSW "Prasa-Książka-Ruch" w Katowicach. Od 1991 w redakcji encyklopedii piłkarskiej wydawnictwa GiA w Katowicach jako reporterka i dokumentalistka, od 1993 dyrektor ds. programowych.
Jako dziennikarka akredytowana na siedmiu turniejach finałowych piłkarskich mistrzostwach świata (od 1994) oraz na sześciu finałach mistrzostw Europy (od 1996). Współpracowniczka pism austriackich i niemieckich. Współautorka wszystkich książek piłkarskich wydawnictwa GiA cyklu Encyklopedia piłkarska Fuji (od 1991 do końca 2016 łącznie 82 tytuły), m.in. albumowej monografii piłkarskiej 100 lat Cracovii (2006) wyróżnionej jako Krakowska Książka Miesiąca, albumu na stulecie Łódzkiego KS (2008), albumu "Najpiękniejsze chwile reprezentacji Polski" (2011, wersja polska i angielska) oraz serii monografii Biało-czerwoni, a w 2014 także pięciotomowej encyklopedii piłkarskich mistrzostw świata (Herosi złotej Nike, Futbolowa wojna światów, Mundiale z akredytacją, Piłkarska America, Księga Rekordów Brazil 2014).
Od 27 sierpnia 1997 decyzją Prezydium zarządu Polskiego Związku Piłki Nożnej oficjalny kronikarz ds. piłkarskich reprezentacji Polski. Członek Stowarzyszenia Dziennikarzy Polskich i Klubu Dziennikarzy Sportowych, a także zagranicznych AIPS (od 1993) i IFJ (od 2002). Prezes Fundacji "Biało-czerwoni" od powstania w 2009, która zajmuje się promocją dziejów polskiej piłki nożnej. Członek władz SDP w Katowicach.